# ダブルクロス
『ダブルクロス』（略称『DX』）は日本製の現代アクション物テーブルトークRPG。デザイナーは矢野俊策。2001年に出版された。

## 概要
ゲーム・フィールド（ファーイースト・アミューズメント・リサーチ（F.E.A.R.）の出版部門子会社）が主催する「ゲーム・フィールド大賞」の第1回準入選作品である（当時の題は『ユニバーサル・ガーディアン』）。同年の入選作『異能使い』よりも先に商品化され、デザイナーの矢野自身も後にF.E.A.R.に入社している。
「レネゲイドと呼ばれる未知のウイルスの影響で超人となった少年少女を中心とするキャラクターが、彼らの平凡な日常を守るために非日常の力を駆使して戦う」というテーマは、G・R・R・マーティンらによるシェアード・ワールドSF小説ワイルドカードシリーズ(en)の影響を強く受けており、ティーンエイジャー向けのライトノベル作品などと相性がよく、現代物のテーブルトークRPGの良作として支持されている。
システム的には、守るべき日常の象徴として他者との絆を表すロイスと、ロイスを喪失することで変化し、昇華された際に強い力の源となるタイタスという2つのコネクション概念によって作品テーマが表現される。
力を使えば使うほど、他者との絆を失えば失うほど、日常には戻り難くなる（＝ゲーム的な死＝キャラクターロスト）構造になっている。
また、「ステージ」の概念を導入しており（後述）、舞台設定を変化させることによって様々な物語への対応が可能である。

### 版の変遷
ルール第一版（以下「DX1」と略する）は2001年にゲーム・フィールドからB5判書籍にて出版された。
2003年には『ダブルクロス The 2nd Edition』（以下「DX2」と略する）と題して最初のバージョンアップが行われ、版元が富士見書房に変わり、著者クレジットにF.E.A.R.が追加された。判形は初版と同じくB5判書籍。サプリメントは富士見書房とゲーム・フィールドからB5判書籍として発売されていた。
2009年、『ダブルクロス The 3rd Edition』（以下「DX3」と略する）として2度目のバージョンアップを実施。版元は『DX2』と同じく富士見書房だが、富士見ドラゴンブックからの文庫形態でのリリースとなった。サプリメントは基本的に富士見書房からB5判書籍として発売されているが、ゲーム・フィールド発売のB5判書籍サプリメントや、基本ルールブックと同じく富士見ドラゴンブックからリリースされているものもある。

## システム
プレイヤーキャラクター（PC）の創造はクラス制に属する。
『ダブルクロス』では、PCが使用できる超常能力の性質を「シンドローム」と呼ばれるカテゴリで区分けしている。シンドロームはいわゆるキャラクタークラスに相当する。キュマイラシンドロームの持ち主であれば筋力強化の超常能力、エグザイルシンドロームの持ち主であれば肉体変形の超常能力が使えるといった具合である。

### ブリード
全てのキャラクターは、シンドロームを1〜3個任意に選ぶことで作成される。
選んだシンドロームによってキャラクターが習得できる超常能力（エフェクト）が決定される。シンドロームの詳細はシンドローム一覧を参照。
このシンドロームの選択方式を、『ダブルクロス』ではブリードという名称を付けて区別している。
クロスブリード（混血種）
2種類のシンドロームを保有するオーヴァード。シンドロームの組み合わせによって幅広い超常能力を得る。
ピュアブリード（純血種）
単一のシンドロームのみを保有するオーヴァード。使用できる超常能力の種類が限られる代わりに、強力な威力を発揮できるようになっている。
トライブリード（三種混合種）
『DX3』から追加されたブリード。3種類のシンドロームを保有するオーヴァード。威力や性能ではクロスブリードに劣るが、能力の多様さではクロスブリードを超える。
設定上はリプレイやサプリメントの展開によって誕生したブリードとなっており、それまでクロスブリードであったオーヴァードが後天的に3種類目のシンドロームを獲得してトライブリードとなった事例も報告されている。
ルール上は2つのシンドロームが能力値に影響し、残りのシンドロームはエフェクトが取得できるのみの「オプショナルシンドローム」となる。

### 行為判定
行為判定は上方判定に属する。行為判定は以下の流れによって行われる。
1. ゲームマスター（GM）は行為判定に必要な目標値を宣言する
2. プレイヤーキャラクター（PC）は行為判定に使用する能力値を選ぶ。
3. PCは行為判定に使用する能力値の数だけの10面体ダイスを振る
4. 振られたダイスの中からもっとも高い目の値に技能値などの修正値を足す。この値を「行為判定の達成値」と呼ぶ。
5. 達成値が行為判定の目標値以上ならば、行為判定は成功したとみなされる。

ダイスを振ったときに出目がクリティカル値（通常は10、より小さい値や大きい値（事実上クリティカルが出ない）になることもある）以上のものをクリティカルと呼ぶ。クリティカルしたダイスは10と見なし、それと同じ数だけもう一度ダイスを振ってもっとも高い出目を足す。これをクリティカル値以上の出目が出なくなるまで繰り返し、最終的な合計値をダイスの出目として達成値を出す。行為判定#無限ロールの解説も参照。

### シナリオの進行
シナリオの進行にはシーン制が採用されている。PCはシーンに登場するたびに侵食率（後述）が上昇するというルールになっており、物語に深く関われば関わるほど日常の世界に戻れなくなっていくという緊張感が提供されている。
また、1回のセッションはオープニング、ミドル、クライマックス、エンディングの4種類のフェイズに分けられ、1回のセッションで1本のシナリオを確実に消化することを目指す仕組みになっている。シナリオハンドアウトの概念も存在している。

### エフェクト
PCはシンドロームごとに分類された「エフェクト」と呼ばれる超常能力を習得することができる。
『ダブルクロス』では、エフェクトの使用にはマジックポイントのようななんらかにポイントを消費する必要はなく、何度でも使うことができる。ただしエフェクトを使うたびに侵蝕率（後述）が上昇する。
エフェクトは複数のものを組み合わせて同時に使うことも可能である。ただし、エフェクトに関連する技能が同じものでないと組み合わせられない（シンドロームは別でもよい）。任意のエフェクトを組み合わせることで自分だけのオリジナル必殺技を作り出すといった演出も可能である。

### 侵蝕率とロイス・タイタス
『ダブルクロス』の世界観において、PCが超常能力を使えるのは「レネゲイドウィルス」と呼ばれるウイルスに感染しているからなのだが、このウイルスは様々な要因（シーンへの登場、エフェクトの使用等）により活性化される。この度合いを表す数値を「侵蝕率」と呼ぶ。
侵蝕率は上昇すればするほどPCの能力を強化する。判定に使われるダイスの個数が追加され、エフェクトのレベルは実際の値よりも高いものとして扱われる。しかし、侵蝕率がゲームのクライマックス終了時に100%を超えていると、PCはレネゲイドウイルスがもたらす邪悪な衝動に飲まれて暴走したとみなされ、それ以降は敵対的NPCとなってしまう（日常からの離別）。
そこで、ウイルスの活性化を押さえる要素として存在するのが「ロイス」である。
ロイスは通常の人間でなくなってしまったキャラクターを日常に引き止める、他者との絆である。ロイスは、自分にとって重要だと思っている相手の「名前」と、自分のPCがその相手に抱いている「感情」の組み合わせで表されるステータスである。ロイスで表現される感情は友情や愛情といった「ポジティブ」な感情と、恐怖や憎悪といった「ネガティブ」な感情の二種類があり、ロイス取得時にはポジティブの感情とネガティブの感情を1つずつセットで選ぶ必要がある。そして、ポジティブとネガティブのどちらが強く表面に出ているかを決定する。他者への正と負の2つの感情をセットで取得することは、他人との人間関係性を表すロールプレイをより奥深くしている。プレイヤーはキャラクターメイキング時に3人までのロイスを取得でき、ゲームが始まってからは、GMの許可を得ることで任意の対象へのロイスを取得することができる。
クライマックスフェイズの終了後に「バックトラック」という判定行為が行われる。
ここでは、その時点で結んでいるロイスの数と同数（もしくは終了後に与えられる経験点の一部もしくは全部を放棄する事によりその2、3倍の数）の10面ダイスを振り、その出目の合計だけ侵蝕率を下げる。その最終的な侵蝕率により暴走化の判定が行われる。
そのためにプレイヤーは積極的に他者との関係を結ぶ事、他者への感情を考える事を求められ、戦闘だけでない多彩な物語を産み出す要素の一つとなっている。
また、ロイス対象者との関係性が劇的に変化する（死亡、離別、対象に裏切られる、または自らその感情を断ち切る等）事により、そのロイスは「タイタス」という要素に変化する。タイタスはいわば「（ロイス対象者との）失われた思い出」を表すものであり、PCはタイタスを使用（「昇華」と呼ぶ）することにより爆発的な攻撃の強化や自らの甦生を行うことが可能となる。タイタスが昇華されることでPCははじめて対象者への執着から完全に解放されたことになる。
『DX2』以降のバージョンではロイスとタイタスは合計7つまでしか所有する事ができず、タイタスを昇華してもそのセッション中は枠を埋め続けるため、タイタスが増えるほど所有できるロイス上限は減少する。
これにより、現在の侵蝕値を確認しながらの緻密な計算が必要となり、安易なパワーゲームへの移行を抑止している事も本作品の評価の高さの一因になっている。

#### Dロイス
正式名称は「ディスクリプトロイス」。『DX2』サプリメント『ブレイクアップ』から追加された要素。『DX3』では『上級ルールブック』で対応している。
他人に対してではなく「自分自身」に対して取得するロイスであり、自身のアイデンティティとして強く意識している何かを表す。それは自分の出自であったり、自分が属する組織であったり、生き方のスタイルであったりする。Dロイスを取得する事により、通常の感染者とは異なる特殊なキャラクター設定と能力を得ることができる。ただし、恒常的にロイスの1つとして扱われるため、Dロイス一つにつき、ロイス/タイタスの所有上限が一つ減ることになる。また、Dロイスはタイタス化することができない。さらに、バックトラックのダイス数にも含められないため、Dロイス取得者は通常の感染者よりも日常への帰還が困難になるという欠点も併せ持つ。

#### Sロイス
正式名称は「スペリオルロイス」。『DX2』サプリメント『ハートレスメモリー』から追加された要素。『DX3』ではDロイス同様『上級ルールブック』で対応している。
PCが所持しているロイスのうち「最も大切であるロイス」を1つ選択し、特別なロイスとすることができる。Sロイスはロイスとして守り抜けば経験点にボーナスが与えられ、タイタスとして昇華すると通常のタイタスより強力な効果を得られる。

#### Eロイス
正式名称は「エグゾーストロイス」。『DX3』から追加された要素で、『上級ルールブック』で対応している。
衝動によってねじ曲がったロイスが異常な力を発揮するようになったもの。ジャームになったオーヴァードがかつて持っていた「人間性の残滓」とも言われている。その性質上、PCは使用できず、エネミー専用の要素となっている。Eロイスを保有するキャラクターを倒した場合、バックトラックで侵蝕率が下がりやすくなる。

## 世界設定

### レネゲイドウイルス
「レネゲイドウイルス」とは、生物に取り付くことで遺伝子自体を書き換え、超常的な能力を発揮させる未知の因子である。そのふるまいがレトロウイルスによる病気の感染と発症に類似しているため「レネゲイドウイルス」と呼称されているが、医学上のウイルスの定義からは明らかにかけ離れた特質も持つ。
19年前(『DX1』『DX2』では18年前)、中東某国の遺跡で発見された発掘品をアメリカ合衆国に運んでいた輸送機が何者かにより撃墜され、発掘品の中に封じられていたレネゲイドウイルスが成層圏から全世界にばら撒かれた。これにより世界中の人類の8割が感染者となってしまった。
レネゲイドウイルスは感染しただけでは特に何の変化ももたらさない。しかし感染者が（事故や事件に巻き込まれるなどして）激しい肉体的・精神的ショックを受けたとき、レネゲイドウイルスが活性化し、感染者は発症してしまう。発症した者は人間を超えた能力を自在に使う事が出来る為、「オーヴァード」と呼ばれる。
レネゲイドウイルスは人の精神に干渉する性質を持つ。レネゲイドウイルスは活性化するたびに宿主のオーヴァードに対して、特定の「衝動」を引き起こす。湧き上がる衝動を全くコントロールできなくなったオーヴァードを「ジャーム」と呼ぶ。ジャームは破壊衝動や殺戮衝動など、自らの衝動を満たすことに一切の心理的躊躇がなくなり、人間社会への大きな脅威となる可能性を秘めている。ジャームの中には湧き上がる衝動に理性が飲み込まれて獣のようになる者もいる一方、それまでとまったく雰囲気が変わらずに社会生活を送れる者もいる。ただし、どのような者であっても自身の衝動を満たすことを生存目的にすることだけは変わらない。
レネゲイドウイルスは人間以外の動物や植物、果ては無生物にまで感染する特性も持つ。人間以外の生物や無生物がレネゲイドウイルスに感染した場合、それを「EXレネゲイド」と呼称する。動植物や無生物がEXレネゲイドになると知性と特殊能力が芽生え、人間以上の存在となる。しかしEXレネゲイドは元々が人間ではないため、多くの場合は人間的な「理性」をもっていない。衝動を抑えようという気持ちが初めからないため、覚醒した途端にジャームとなることも多い。しかし少数ながらも理性により衝動を抑え込んでいるEXレネゲイドもいる。
また、進化を続けたレネゲイドウイルスの中には、集合体となり意識を持って行動するようになった者も現れた。これを「レネゲイドビーイング」という。レネゲイドビーイングは人間や動植物、無生物に宿り、その身体を借りて行動する。対象をオーヴァードに覚醒させるのではなく、あくまで肉体を乗っ取って操っているだけであることに注意が必要である。『DX2』のリプレイやシナリオで起きた数々の出来事が切っ掛けとなり、『DX3』の時代では多く見かけるようになった。人間と友好関係とは完全には言えないが少なくとも人間の隣人ではある。
レネゲイドウイルスは19年前のレネゲイド解放事件で世界中に撒布されたが、太古から存在自体はしていた。神話や伝説で語られる英雄や魔法使い、歴史で語られる著名な剣豪や冒険家は実はオーヴァードであり、様々な神話や民話に登場する伝説の武器や聖具はレネゲイドウイルスの力が伝えられたものだとする説もある。しかし、つい最近までは発症者の数はごく少数にすぎないものであり、それゆえにレネゲイドウイルスという存在が認知される事もなかった。
レネゲイドウイルスに関わる者たちは「19年前のレネゲイド解放以前から存在し、かつ現代では再現できない、レネゲイドに関わる物品や技術」を「遺産（レガシー）」と呼んでおり、これらは現在でも古代遺跡などにいくつかが残っているとされている。なお、遺産を作り出したレネゲイドウイルスには19年前に撒布されたレネゲイドとは性質が異なる「古代種」なるものも存在し、より危険なものともされている。

### オーヴァードと人間社会
『ダブルクロス』の基本的な舞台となるのは、現代(21世紀)にごく近い近未来の日本である。この時代の日本においては、レネゲイドウイルスとオーヴァードの存在は世間に公表されていない。これは各国が社会の混乱を恐れた為である。しかし、社会の裏側ではいくつもの組織がレネゲイドウイルスとオーヴァードに関わっている。その中でも特に大規模なのが、オーヴァードの社会的支援組織「ユニバーサル・ガーディアンズ・ネットワーク」（以下「UGN」と略する）と、オーヴァードによる世界的テロ組織「ファルスハーツ」（以下「FH」と略する）の2つである。
UGNやFHはPCも所属する事ができる。UGNに所属するPCは日常を守る為にレネゲイドウイルスの力をあえて振るう決意をした者となり、FHに所属したPCは自分の欲望を叶える事を第一としてその力を使う者となる。

#### ユニバーサル・ガーディアンズ・ネットワーク (UGN)
ユニバーサル・ガーディアン・ネットワーク（UGN）は、オーヴァードとなったものを保護し、人間社会で暮らせるように支援すること、最終的にはオーヴァードが世界に受け入れられるようにすることを目的に設立された組織である。
UGNの設立者はアルフレッド・J・コードウェルという人物である。彼はレネゲイドウイルスが世界に拡散してしばらく後、世界中の政府機関にレネゲイドウイルスとオーヴァードの存在、理性を失ったジャームやテロ組織であるFHの危険性を知らせた。そして、自らを含めた理性を保ったオーヴァードがジャームやFHから世界を守るとして、そのための組織、UGNを設立した。
UGNの理念は「オーヴァードと非オーヴァードとの共存」としているが、レネゲイドの情報を一般社会に公開するにはまだ早いという判断を下している。現状では実際に共存のために活動する段階になく、レネゲイド関連事件の解決が中心となっている。その他、オーヴァードの保護育成、レネゲイドウイルスの情報を秘匿するための情報操作、ウイルスに関する研究開発を行っている。
UGNの構成員は、当初オーヴァードと非オーヴァードが半々であったが、徐々にオーヴァードが増えてきている。UGNに所属する職員の中でも、戦闘訓練を受けレネゲイド関連事件に直接対処する者を「UGNエージェント」、生まれながらのオーヴァードであり、小さい頃からUGNで育てられてきた者を「UGNチルドレン」と呼ぶ。また、UGNに所属してはいないが、要請を受けるなどしたときのみレネゲイド関連事件の解決に協力する「イリーガル」も存在する。
UGNはオーヴァードがジャームにならないようにするための様々な方策を行っているが、ジャーム化した者を元に戻す方法は見つかっていない。現在のUGNはジャームを排除すべき敵性存在としてとらえており、ジャームを見つけだし抹殺するのもUGNの重要な使命である。UGNの活躍はオーヴァードによる人間社会の混乱を未然に防ぐ事に大いに寄与しており、各国家や大企業もUGNに対して秘密裏に協力している。UGNに協力している著名な外国機関としてはイギリス情報局秘密情報部(SIS/MI6)がある(『ダブルクロス・リプレイ・トワイライト』「「ティーパーティへようこそ」参照)。
UGN設立者であるコードウェル博士は、UGN設立から5年後に発生したニュージーランドの研究施設での爆発事故で行方不明となったため、現在のUGNの意思決定機関は12人の評議員から構成される「中枢評議会（通称アクシズ）」が担っている。中立性を保つために評議員構成はオーヴァード・非オーヴァード各6人としているが、サプリメント『ユニバーサルガーディアン』の時点ではオーヴァード評議員が優勢となっている。コードウェル博士の再登場や、それと前後して顕在化した組織の腐敗から、中枢評議会はFHに対してより積極的に行動すべきだとする強硬派（「改革派」とも）と、従来通り行動を表に出すべきではないとする穏健派に分かれており、権力抗争が続いている。もっとも強硬派・穏健派ともに、オーヴァードが非オーヴァードに取って代わるべきとする勢力、非オーヴァードがオーヴァードを支配すべきとする勢力、従来通り「オーヴァードと非オーヴァードの共存」の理念を支持する勢力にさらに分かれており、事態はより複雑化している。
UGNは縦型の権力構造を持つピラミッド型の組織であり、アメリカ・メリーランド州ベセスダの本部を頂点にしてその下に各国の支部があり、さらにその下に各市町村の地方支部がある、という形になっている。UGNの大半の構成員はこの地方支部に所属している。地方支部の規模はその場所によってまちまちで、大きなビルを構えている町もあれば、ろくな活動拠点も与えられず支部長の自宅を支部代わりにしているような町もある。

#### ファルスハーツ (FH)
レネゲイドの力を用いてテロ活動を行っている世界的な非合法組織がファルスハーツ（FH）である。世界各地で様々な破壊活動、犯罪行為などを行っており、人間社会の脅威になっている。FHの活動が目立つようになったのはレネゲイドウイルスの拡散以後であるが、それ以前から存在していたらしく、その歴史には謎も多い。
UGNとはその創設時から不倶戴天の敵同士であるが、過去にはレネゲイド・ウイルスとジャーム化抑制のための共同研究「プロジェクト・アダムカドモン」（『ダブルクロス・リプレイ・オリジン』『ユニバーサル・ガーディアン』『レネゲイズアージ』参照）を極秘裏に行なっていた時期もあった。しかしプロジェクト・アダムカドモンは失敗に終わっている。
最近になって、UGN創設者で行方不明だったアルフレッド・J・コードウェル博士がFHの幹部として現れUGN壊滅を宣言。これに呼応して多くのUGN構成員がFHに転じるという大事件が発生し、UGNとFHの対立はさらに根深いものとなりつつある。
FHは「オーヴァードはレネゲイドの力を抑制する必要はない」というスタンスを持っており、FHの構成員の多くがレネゲイドの力を使って自らの「欲望」を叶えたいというオーヴァードたちである。FHはそのオーヴァードがいかなる「欲望」を持っていたとしても排除せずに仲間として受け入れる。レネゲイドの力を振るう、他者を殺害するといった危険な考えを持つ者もいれば、今の生活を守る、自分の研究を進めるという者もあり、欲望は個人によって様々である。そして、FHに参加するようなオーヴァードは欲望を叶えるためならば手段を選ばないほどの覚悟を誰もが持つ。一般人を巻き込んだり他者を危険にさらすことを厭わず、時にはオーヴァード・ジャームを大量に生み出しレネゲイドの存在を世間に知らしめることも行おうとする。
「日常的な生活ではレネゲイドの力を使わないこと」「オーヴァードと人類の共存」を理想とするUGNとは、理念上で完全に対立している。FHがジャームをも構成員として受け入れているという部分もUGNとの大きな差異である。不幸にもジャーム化してしまった者はUGNに抹殺されることを恐れてFHに逃げ込む者も多い。
FHの組織形態は、ヒエラルキー型組織であるUGNとは異なり、網目のような構造である。FHには「セル」（細胞）と呼ばれるグループがいくつも存在している。力の強いFHエージェントが「セルリーダー」となって部下のFHエージェントと共にセルを構成するが、その活動指針はセルリーダーの欲望や目的によって様々である。上層部からの命令には従わなければならないが、それ以外の行動は制限されない。また、セル同士の上下関係や協力関係が存在することもあるが、それはFHエージェント同士の関係が反映されているためであることが多く、組織としての繋がりはそれほど強くない。
このようにそれぞれのセルの独立性が高いため、UGNがセルを壊滅しても他のセルへの影響が少なく、FH勢力の根絶を困難にしている。
FHエージェントに命令を下す実質的な最高意思決定機関を、UGNでは「セントラルドグマ」（中核）と仮称しているが、その内実はよく分かっていない。セントラルドグマが何を最終目的としてFHを運営しているのかは個々のFHエージェントさえも理解の及ぶところではない。ひとつ確かなのは、セントラルドグマから下される命令の多くはUGNの理想の対極に位置するものばかりということである。すなわち「非オーヴァードの社会を混乱させるテロ」「オーヴァードの存在を一般社会に暴露させる計画」「ジャームを意図的に作り出す」などである。
セントラルドグマはFHエージェントに命令を下すが、その達成手段は問われない。このためFHエージェントは自らの考えに基づいて自由に活動することができる。これは、命令さえ達成できるのならば、そのために与えられる組織の力を自らの「欲望」を叶えるために私物化しても良いことを意味している。FHがセルごとに活動指針が全く異なるのはこのような構造ゆえであり、個々の構成員たちは参加セルのことは熟知していてもセントラルドグマの真意を気にかけることは少ない。
セントラルドグマとセル、あるいはセルとセルの間を繋ぐのが「リエゾンエージェント」である。独立性の高いセルをまとめて動かし連携を指揮する、重要な存在となっている。特に、セントラルドグマに直接接触できる12人のリエゾンエージェントは「リエゾンロード」と言われ、極めて大きな力を持ち、「クラン」という配下を率いている。
リエゾンロードの中でも最大の実力者とされていたのが“プランナー”都築京香である。彼女もFHエージェントらしく最終的には自らの利益となるようにFHの組織を利用していたのだが、それと同時にFHエージェントやセルの数多くの活動を指揮し成功させていた。彼女の手腕によって日本のFHセル群は一つの組織のような統制がとられており、FHの日本支部長とも呼ばれていた。しかしコードウェル博士の表舞台への再登場と前後して発生した「面影島事件」を契機に都築京香はFHと決別、レネゲイドビーイングを結束させた集団「ゼノス」を立ち上げた。現在においては、強力なカリスマリーダーを欠く日本のFHセル群は統制を失い、FHの本来のあり方である「個々のセルが好き勝手な活動をする」という動きが活発化した。UGN日本支部はこれをFHの弱体化ではなくむしろ危険な兆候であるとみている。とりわけ、有力イリーガルとしてUGNに貢献してきた黒須左京のFHへの流出はUGN日本支部に衝撃を与えた。ただしこの事件は、上述した組織構造ゆえ、FHの不安定性を加増させる結果をも招いている（「Rabid Dog Crying」参照）。
FHエージェントの中でも特に有力な者は、コードネームに「マスター」を冠している。マスターは多くのセルを指揮するリエゾンエージェントである場合が多いが、強力なセルリーダーや個人であることもある。特に「マスターレイス」と呼ばれる者は、多くのエージェントを配下に置き、セントラルドグマの指示によらず自由に行動できる権限を持つ特殊なエージェントである。これまで何名かのマスターレイスがいたが、現在は性質が変化し、FHについたコードウェル博士の子を名乗る者を中心とした複数のマスターレイスが存在している（「マスターレイス04（デルタ）」など番号（読みはギリシャ文字アルファベットの名称）がつけられている。前述の黒須左京は「マスターレイス14（グザイ）」）。

### 主要なパーソナリティ
全てNPCである。
“リヴァイアサン”霧谷雄吾
シンドローム：ソラリス
UGN日本支部長（第3代）。穏やかで冷静な物腰と、人並み外れた意志力や判断力を兼ね備える。
UGN日本支部の前身「護人会」創設者にして初代日本支部長であった空手家・轟木源十郎の秘書から、査察部長（『DX1』時代）を経て現職に就く。
かつてプロジェクト・アダムカドモンにUGN側の責任者として携わっていた。霧谷は計画失敗に備え、全責任を自分に集中させ、UGNに影響を及ぼさないようにしていたが、研究破綻の結果、自身が左遷されたばかりか轟木を支部長辞任に追い込んでしまった。この苦い経験が彼の糧となっている。
『ダブルクロス・リプレイ・オリジン』のNPC・柏木伊織は実妹。
“聖なる瞑想者”藤崎弦一
シンドローム：オルクス/ソラリス
UGN本部エージェント。霧谷とは共に秘書として轟木に師事して以来の友人。厳格な性格で徹底した現実主義者。常にミラーシェードで素顔を隠している。
プロジェクト・アダムカドモン破綻で引責辞任した轟木の後任を務めていた岩倉成美（『ユニバーサル・ガーディアン』参照。護人会時代からの轟木の同志だった女性武道家）の急逝後、霧谷と共に次期支部長候補となり、霧谷の理想主義を懸念する一部幹部から推されていたが、「理想なきUGNは滅ぶ」として霧谷の就任を後押しすべく自ら本部異動を願い出た過去がある。
“反逆の聖人(イスカリオテ)”アルフレッド・J・コードウェル
シンドローム：不明
UGN創設者。護人会にUGN合流を呼びかけた人物でもあるが、UGN創設の5年後に発生したニュージーランドでの研究施設爆発事故で死亡したと思われていた。しかし面影島事件と前後して突如全世界の電波メディアをジャックし、FH幹部エージェントとしてUGNの破壊を宣言した。UGNを裏切った真意は不明だが、事故直前まで行なっていた実験には不審な点が多い。
何人もの強力なオーヴァードを腹心として抱えており、自身もまた強力なオーヴァードである。彼とその部下たちはすでに幾つものUGN支部を壊滅させており、その脅威は現在進行形でUGNを揺るがしている。
ヨシュア・ランカスター
シンドローム：バロール/ノイマン
UGN中枢評議会議長。多国籍企業集団「ランカスター・グループ」を率いる国際的事業家でもある。コードウェル博士に協力してUGN設立に加わり、コードウェル博士の失踪後中枢評議会が設立されるとその長となった。
元々は温和な性格で、企業間、時には国家間の紛争の仲裁でも活躍していた。しかしコードウェル博士が姿を消した事故で長男を失って以降、次第に力をよしとする方向に傾斜していった。ただし、穏健派と強硬派の対立には中立の立場を取っている。
テレーズ・ブルム
シンドローム：なし（非オーヴァード）
UGN中枢評議会評議員。非オーヴァードでありながらわずか15歳ながらUGN中枢評議会メンバーに名を連ねている。「サジェス」というオスのコノハズクを常に肩に止まらせている。
強硬派と穏健派に分かれている中枢評議会では穏健派の旗頭的存在であり、年令からは想像できない卓越した政治力でUGN上層部のパワーバランスを維持している。
元々は『ダブルクロス・リプレイ・アライブ』シリーズでPCの一人シナリオロイスとして初登場し、以降、数多くのリプレイに登場した。『ダブルクロス・リプレイ・ナイツ』では対「遺産」特殊部隊「ナイトフォール」の司令官を務める。
“ディアボロス”春日恭二
シンドローム：キュマイラ/エグザイル（〜『DX2』）→キュマイラ/エグザイル/ブラム=ストーカー（『DX3』）
FHエージェントとして名を馳せる春日一族の一人であり、FHの幹部候補とまで言われたエリート。敗北を重ね続けた結果左遷されるも、UGN壊滅を目論む。「ブリード」の項にて触れた「後天的にトライブリードに変化した」オーヴァードの一人でもある。
テレーズ同様多数のリプレイやステージにNPCとして登場し、何度敗れても再登場するその姿から、多くのファンに愛されている。ステージ「アキハバラ」では、FH支部が偽装した家電量販店の店員として登場。ステージ「エンドライン」及び『ダブルクロス・リプレイ・ストライク』では意外な姿を見せた。
リプレイ『春日恭二の事件簿』では菊池たけしをプレイヤーに迎え、PC1として彼の日常や秘密が語られた。
“プランナー”都築京香
シンドローム：ノイマン
世界最古のレネゲイドビーイング。レネゲイドビーイング集団「ゼノス」（来訪者の意味、なお、レネゲイドビーイング以外も所属している）の指導者。元リエゾンロードの一人で、FH日本支部長でもあった。面影島事件以前は妙齢の女性だったが、事件後、しばらくの失踪ののち幼い少女の姿で表舞台に再登場し、FHからの離脱とゼノスの立ち上げを宣言した。
ゼノスメンバーを駆使して様々な「プラン」を実行しているが、UGNやFH、その他の組織に対して敵対することもあれば協力することもある。一説ではレネゲイドの進化の行く先を暴き出すために様々なことをしていると言われている。ウロボロスシンドロームを「レネゲイドそのものへの脅威」とみなしており、発症者を排除している。
様々なステージ（後述）に彼女を思わせる人物（コードネームや名前が似ている、名前やオーヴァード関連の情報以外のプロフィールが一致する）が公式NPCとして設定されているが、そのうち「陽炎の戦場」のフランソワーズ・ルベーグは『DX3』で明確に「都築京香の同位体である」と設定されている。

### ステージ
『ダブルクロス』では、ゲームの舞台となる時代や場所のセッティングを「ステージ」という言葉で呼んでいる。本作では基本的には上記で紹介した社会の状況を背景にすることになるが、これを「基本ステージ」と呼んでいる。しかし、舞台とする地域によっては全く異なる社会状況が背景になることもある。そのため、そのような特殊な環境を舞台にするための特別なセッティングが幾つか用意されている。各ステージ専用の特殊なデータもあり、ステージの特色を反映したキャラクターを作ることができる。
基本ステージ以外のステージはサプリメントで提供されている。サプリメントで提供しているステージには以下のようなものがある。ステージの中には、基本ステージとは別の時代、別の異世界を舞台にしたものまである。
東京近郊ステージ
『ダブルクロス』の基本となる舞台は上述した「基本ステージ」であるが、公式に提供されるシナリオの多くは、漠然とした現代社会を舞台にするのではなく、現代日本の特定の街一つを舞台にしたシティアドベンチャーを扱うものが主流である。『ダブルクロス』ではそのエディション毎に「東京近郊にある架空の都市」が設定されており、多くのシナリオがその架空都市を舞台にしている。ルールブックやサプリメントでは基本ステージの共通設定とは別に、それぞれの固有の設定として街のおおまかなマップ、代表的な施設、街の住人などが紹介されている。
東京近郊ステージは基本ステージの社会状況をより理解しやすくするために用意されたものであるため、東京近郊ステージで遊ぶ場合は原則的には基本ステージで解説されている社会状況がそのまま反映される。なお『ダブルクロス・リプレイ・デザイア』は舞台が「京都近郊」になっているが、東京近郊ステージとの差異は都市固有の設定以外にはない。
デモンズシティ
オーヴァードの大量発生により荒廃した閉鎖都市を舞台にしたステージ。サプリメント『デモンズシティ』（『DX1』）『アルターライン』（『DX2』）『ディスカラードレルム』（『DX3』）に掲載された。『DX1』で唯一公式提供されたステージでもある。イメージソースとしてはアニメ『スクライド』や小説の『魔界都市シリーズ』、TRPG『トーキョーN◎VA』が上げられている。
8年前にオーヴァード・ジャーム大量発生事件が起きた現代日本のとある街が舞台となる。事件をきっかけに外界から隔離され閉鎖されており、徹底した情報統制によりこの街で起こった真実は外界の一般人には隠されている。司政局が住人の保護と街の復興・管理を行っているが、それに反発する市民も多い。行政から説明がなされたため、オーヴァードの存在が公然のものとなっており、身を隠さずに自由気ままに力を振るうようになったオーヴァードたちに一般人たちは戦々恐々として過ごしている。
オーヴァード犯罪者によって荒廃と退廃が加速化するこの都市では、対オーヴァード警察「GPO」というものが設置されており、日本の法律を無視して実力でオーヴァード犯罪者を排除する権限が与えられている。超人犯罪者と特殊警察の殺し合い、もしくは犯罪者同士/暴力組織同士の抗争という図式がこのステージの特色である。
平安京物怪録
10〜11世紀の平安時代を舞台に妖怪退治を行うステージ。『アルターライン』（『DX2』）、『オーバークロック』（『DX3）で提供された。
レネゲイドウイルスの存在など知られていない時代であり、オーヴァードの能力は陰陽術や呪術の一種として、ジャームは鬼や妖怪として世間から認知されている。PCは魑魅魍魎が跋扈する京の都を舞台に、夜毎起こる怪異に立ち向かう事となる。
『ダブルクロス・リプレイ・ヴァリアント 消え去りし楽園』に収録されたリプレイ「京城月影抄」の舞台でもある。また『ダブルクロス・リプレイ・ジパング』で用いられたステージ「ジパング」は、ライフパスデータやワークスデータを本ステージから流用している
ロストエデン
MMORPGの世界からの脱出をテーマにしたステージ。『アルターライン』で提供された。
（基本ステージにおける）現代日本で、アンダーグラウンドで流行中のVRMMORPG『ダブルクロス』。このゲームには「実際にゲームの中に入り込んでしまうことがある」という都市伝説があった。しかしそれは伝説などではなく、本当にゲーム内に入り込んでしまい出られなくなったゲーマーたちがいる。彼らをPCとして、ゲーム内の世界観である中世風ファンタジー世界で冒険しつつ現実世界への帰還を目指すのがこのステージのテーマである。PCはMMORPGのプレイヤーキャラクターであると同時に、現実世界で生活していたプレイヤーというパーソナリティも持つことになる。なお正確には、ゲーム世界ではオーヴァードの能力を発揮しているのではなくそれと酷似したスキルを使用しているという設定である。
アキハバラ
メイドカフェなどの風俗を盛り込んだ秋葉原でドタバタ活劇を楽しむステージ。2005年の「秋葉原エンタまつり」に合わせて発売された『ライブボックス』で提供され、『アウトランド』に再録された。
萌えはレネゲイドウイルスが人類に対して引き起こした衝動である、というトンデモな仮説を実証するため、家電量販店を名目に秋葉原に春日恭二ら大量のエージェントを送り込んだFH。UGNもそれに対抗して、萌えの研究のために支部としてメイド喫茶「ゆにばーさる」を設置。薬王寺祐希を筆頭に大量のエージェントを送り込んだという設定のコメディ風味のステージである。
『ダブルクロス・リプレイ・ゆにばーさる 果て無きカーニバル』の舞台でもある。
烙印よ、ダブルクロスに遊べ。
三田誠のライトノベル『SCAR/EDGE』シリーズを再現する為のステージ。三田自身により作成され、『ライブボックス』で提供された。
ウィアードエイジ
第二次世界大戦開戦前夜である1938年のヨーロッパを舞台に『インディ・ジョーンズ シリーズ』風の冒険活劇を行うステージ。『アウトランド』（『DX2』）、リプレイ『ダブルクロス The 3rd Edition リプレイ・トワイライト 帰ってきた快男児』（『DX3』）で提供された。
この時代はウイルスの存在自体が学術上の論争になっており、レネゲイドウイルスというものをまだ人類は発見していない。オーヴァードがもたらす超常的な力は「武術修行の成果」「神の奇跡」「魔術」「超能力」「異端科学」「オーパーツ」などというオカルティック・パワーとして認識されている。その一方、ナチスによって超常的な力の研究がすすめられており、彼らはアドルフ・ヒトラーの命令の下、アーネンエルベやSSを通じてこれら多種多様なオカルティック・パワーを探索・研究している。レネゲイドの存在には気づけてないもののそのパワーの実用化にはある程度成功しており、「超人兵団」なる部隊を組織して、世界征服を目指している。PCたちはナチスの野望を打ち砕く為に各国から集い、快刀乱麻の活劇を行う事となる。
近現代史というセンシティブなテーマを扱うため慎重な運用が求められており、その上で目標として「明朗快活」「荒唐無稽」「勧善懲悪」「冒険浪漫」「痛快至極」という5つの標語が掲げられ、「胸のすくようなハッピーエンドを目指せ」と述べられている。
『ダブルクロス・リプレイ・トワイライト』シリーズの舞台でもある。
なお、レネゲイドの力をオーパーツとして扱うのは基本ステージにおいても適用できる解釈である。『DX2』からは18年前のレネゲイド解放以前から存在する「古代のレネゲイドウイルス」の感染者を表現するデータが基本ステージに追加され、『DX3』からはレネゲイドウイルスの力を秘めた古代のオーパーツ「遺産（レガシー）」の設定が公式に導入された。基本ステージにおいて、神話に語られるアーティファクトや伝説に残る魔術はこの「遺産」である可能性もあり、遺産の力を入手するため、もしくは封印するために様々な組織が世界中を探索している。
陽炎の戦場
内乱の発生した東欧の架空の小国クロトヴァを舞台に戦場ドラマを再現するステージ。『アウトランド』（『DX2』）『ディスカラードレルム』（『DX3』）で提供された。
PCはオーヴァードだけで構成された特殊傭兵部隊「デザートミラージュ」の一員となり、敵軍のオーヴァード兵士との終わりの見えない絶望的な戦いに身を投じることとなる。オーヴァードの存在は一般的に知られているわけではないが、戦場では噂になっている。
なお、PCサイドのNPCであるフランソワーズ・ルベーグが実は都築京香の同位体でFHの装備品を横流ししている、敵側のルカーン財団のエージェントであるエルキュール・ド・サンドリヨンが『DX3』でUGN黒海支部長になるなど、明言はされていないがUGNとFHの立ち位置が基本ステージとは逆になっているという側面がある。
The Two Faces of Tomorrow
人類が宇宙進出した近未来の宇宙コロニーを舞台にSFホラーを再現するステージ。『アウトランド』で提供された。略称は「TFT」。
舞台となる宇宙コロニー「アルバトロス」では、人間を攻撃することを存在目的とする謎の存在「イーター」が宇宙より侵入してきて様々な事件を起こしている。コミュニケーションがとれないばかりか、通常の人間や機械ではいかなる手段でも認知が不可能という不可視の存在であるイーターに対抗できるのはオーヴァードであるPCたちだけである。レネゲイドに関する知識や認知度は現代日本と変わっておらずUGNとFHの対立も変わらず存在しているため、基本ステージの延長としても遊ぶ事が出来る。人類を攻撃する不可視の意志である「イーター」は、J・P・ホーガンのSF小説『未来の二つの顔』からイメージソースを得ており、ステージタイトルもそこからとられている。
マスクドヒーローズ
オーヴァードがアメコミや特撮などのヒーローとして人々に認知され、ジャームがアメコミのヴィラン（悪役）や特撮の怪人として人々に認知されている、ヒーロー映画風のノリを再現するステージ。『アウトランド』で提供。このステージは基本ステージの舞台になっている地球とは別の、パラレルワールドの地球として扱われる。
同様のステージに「レネゲイドウォー」があり、『レネゲイドウォー』（『DX3』）で提供されている。『DX3』で登場したパーソナリティにステージ独自の設定が追加されている。
エンドライン
基本ステージでは敵役であるFHが世界を支配したという設定のステージ。『アウトランド』（『DX2』）『ディスカラードレルム』（『DX3』）で提供。
このステージではFHが「理想的な支配者」として世界に君臨しており、オーヴァードが人類を導く優位主であるとされ、世界の人々の大半がそれを好意的に受け入れている。一方で対抗組織たるUGNはほぼ壊滅しており、残党が抵抗を続けているもののFHによる弾圧を受けて苦しい状況にある。
基本ステージのパラレルワールドでもあり、今までのリプレイで出てきたキャラクターが様々な立場を反転させて登場している。
カオスガーデン
PCたちはレネゲイドにより知性と超常能力を持つに至った動物「Aオーヴァード」となり、動物たちの社会で冒険するステージ。『アウトランド』（『DX2』）、リプレイ『ダブルクロス The 3rd Edition リプレイ・カオスガーデン 楽園のイヴ』（『DX3』）で提供。『ジャングル大帝』や『ガンバの冒険』がイメージソースとなっている。
『DX2』では知性化された動物たちだけが暮らす謎の孤島「カオスガーデン」を舞台にした閉鎖空間系のステージであったが、『DX3』では基本ステージと設定が密接に接続され、「基本ステージで扱われている現代世界での動物たちの社会」ならどこでも舞台にできるようになった。人間オーヴァードとAオーヴァードとの共闘/対立などのシナリオも可能である。
Aオーヴァードたちの動物社会は人間への反応によって5タイプに分けられており、人間の都市で動物社会を作り共存している「アンチェイン」、人間と無関係の動物社会「ワイルド」、能力を隠したまま人間に飼われている「ケージ」、人間のオーヴァード組織のエージェントとして属する「カブズ」、Aオーヴァードのみで構成される謎のFHセル「プルートネイル」がある。
カオスガーデンはワイルドに属する動物社会であり、元々はどこかの人間組織が作り出したバイオスフィアのようだが、今は動物しかいない。古今東西あらゆる動物が地域的常識を無視して一つの島にひしめいており、中にはドラゴンなどの幻獣や恐竜などの絶滅動物までもいる。さらにはこれらの動物たちが住める環境までが同じ島に併存しており、熱帯のジャングルと極寒の海が一つの島に同時に存在するような非現実的な状況が発生している。動物たちは自分たちと同族同士、もしくは類似する生息環境を持つ他種族同士が集まって「トライブ」という社会構造を作り出している。トライブは島のあちこちに乱立しており、いわばカオスガーデンの「国」である。トライブ同士は基本的に不干渉ということに建前上はなっているが、弱肉強食が原則のカオスガーデンでは争いの種は尽きない。
UGNはかつてはこの島に調査チームを送っていたが、現在はここを不干渉地域としている。調査から手を引いた理由は明らかではない。また、具体的な位置を徹底して人間社会および島外の動物社会に隠している。島外のAオーヴァードたちの間では伝説の理想郷として語られることもあり、ここへの探索を続けているものもいる。
オーヴァードアカデミア
とある島に設立された学園を舞台とするステージ。『ディスカラードレルム』で提供。
小学校から大学まで揃った総合学園で、オーヴァードと一般人の共生を目指しており、一般的な学校の授業に加えてオーヴァードに関する、あるいはオーヴァードの力を使った授業や行事が行われている。また生徒の自治組織の力が強く、生徒会やサークルの活動、学園内の治安維持など多くの事柄を生徒の手で行っている。
『ダブルクロス The 3rd Edition リプレイ・アカデミア』シリーズの舞台でもある。
ナイトメアプリズン
エリザベート・ブラーシュというオーヴァードに支配されたヨーロッパの都市を舞台とするステージ。『ディスカラードレルム』で提供された。初のシナリオクラフト専用ステージである。
エリザベートによって街は外界と隔離されており、多くの住民が殺されるかジャーム化させられている。PCはこの街から脱出することが目的となる。
ホーリーグレイル
中世のブリテン島を舞台とするステージ。『オーバークロック』で提供された。
エピックヒーローズ
古代ギリシャを舞台とするステージ。『オーバークロック』で提供された。
モダンタイムス
二十世紀初頭のヨーロッパで探偵となるステージ。『オーバークロック』で提供された。
クロノスガーディアン
未来人となって過去へ渡り、時間犯罪者を追うステージ。『オーバークロック』で提供された。
バッドシティ
荒廃した湾岸都市で不良となるステージ。『バッドシティ』で提供された。FHの勢力が拡大し、治安の一部が乱れた世界。オーヴァードの存在は認知されているものの、「不良の中には不思議な力を使える者もいる」と思われている。
クロウリングケイオス
クトゥルフ神話の要素を追加したステージ。『クロウリングケイオス』で提供された。レネゲイドウイルスの正体は邪神や旧神由来の存在とされ、FHの本質は邪神崇拝のカルト教団であったり、オーヴァードそのものも邪神に近しい存在として人類の敵に認定されているという、ゴシックホラーの要素を取り入れている。

## シンドローム一覧
シンドロームは現在下記の 13種類が確認されており、感染者はその内1〜3種類を有する。
エンジェルハィロゥ
光を操る能力。遠近、攻守に多彩な万能戦闘型。
ブラックドッグ
電気を操る能力。攻撃力や攻撃判定に使用するダイス数の増加による威力強化に長け、また機械操作も得意とする。
ブラム=ストーカー
血液を操る能力。ダメージの軽減や自己回復など防御に長ける。また、血液から従者と呼ばれるキャラクターを作成して操作する事ができる。
キュマイラ
肉体の一部または全部を獣化させる能力。近接戦闘に優れ、全シンドローム屈指の攻撃力を誇る。
エグザイル
肉体を自在に変化させる能力。主に近接戦闘を得意とするが、肉体変化により遠距離目標に近接攻撃を行う事もできる。なお、シンドローム名のエグザイルは日本神話に出てくるヒルコをモチーフとした名前である。イザナミ・イザナギ両神により流されたことから追放者＝Exileの名がつけられた。
ハヌマーン
反射神経を強化する能力。その速度を利用した近接による特殊攻撃、または高速で肉体を振動させる事により発生する高周波による遠距離攻撃を得意とする。
ノイマン
脳を強化する能力。汎用性に長け、戦闘のみならず支援や情報収集にも威力を発揮する万能型。
サラマンダー
熱を操る能力。高熱または氷を利用した強力な攻撃を得意とする。
ソラリス
体内における化学変化によって薬品を生成する能力。後方支援や交渉能力を得意とする。
オルクス
自らの周囲に「領域」と呼ばれる空間を発生させる能力。自らに優位な領域を発生する事により戦闘もしくは交渉の能力を強化する事を得意とする。
『DX1』サプリメント『デモンズシティ』で追加されたシンドローム。
モルフェウス
物質の原子レベルでの変換、いわゆる錬金術を行う能力。武器や防具の生成や強化、もしくは砂を使用した戦闘を行う。
『DX2』で追加されたシンドローム。
バロール
魔眼と呼ばれる超重力のエネルギー球体を作り出し時空を歪める能力。超重力による押し潰しなどの遠距離戦闘や敵の行動制限などを得意とする。
『DX2』サプリメント『アルターライン』で追加されたシンドローム。
ウロボロス
他者のレネゲイドを吸収し、能力を模倣する能力。他のシンドロームのエフェクトを使用したり、他者の使用したエフェクトの効果を打ち消す他、吸収したレネゲイドで自らの能力を強化する。また、影を操る能力も持つ。
『DX3』サプリメント『インフィニティコード』で追加されたシンドローム。
アザトース
世界法則そのものへ干渉し、他の能力には不可能な事象を引き起こす能力。肉体や空間そのものを自在に歪めたり、運命などの概念を改竄して異常現象を発生させる事ができる。
『DX3』サプリメント『クロウリングケイオス』で追加されたシンドローム。

## 製品一覧

### ルール第一版
- ダブルクロス
- デモンズシティ（追加データ）

### 2nd Edition

#### ルールブック・サプリメント
- ダブルクロス The 2nd Edition(ルールブック) ISBN 978-4-8291-7531-6
- ブレイクアップ(シナリオ集&追加データ) ISBN 978-4-907792-50-3
- アルターライン(ステージ集) ISBN 978-4-907792-66-4
- コントラストサイド(FHリソース) ISBN 978-4-907792-96-1
- アウトランド(ステージ集) ISBN 978-4-8291-7627-6
- ラディカルドライブ(追加データ、GM向け追加ルール、シナリオクラフト) ISBN 978-4-8291-7664-1
- ハートレスメモリー(キャンペーンシナリオ集) ISBN 978-4-8291-7674-0

#### その他
- ライブボックス(公式ファンブック)

「秋葉原エンタまつり」開催期間(2005年10月22日〜10月30日)限定発売品

### 3rd Edition

#### ルールブック・サプリメント
- ダブルクロス The 3rd Edition ルールブック1 ISBN 978-4-8291-4558-6
- ダブルクロス The 3rd Edition ルールブック2 ISBN 978-4-8291-4561-6
- ダブルクロス The 3rd Edition 上級ルールブック(D&S&Eロイス) ISBN 978-4-8291-7683-2
- ディープフロント(シナリオ集) ISBN 978-4-8622-4049-1
- ムーンレスナイト(シナリオ集) ISBN 978-4-8291-4573-9
- パブリックエネミー(FHリソース、シナリオクラフト) ISBN 978-4-8291-7686-3
- インフィニティコード(ウロボロスシンドローム、FS判定) ISBN 978-4-8291-7693-1
- ディスカラードレルム(ステージ集) ISBN 978-4-8291-7697-9
- ユニバーサルガーディアン(UGNリソース、ダブルハンドアウト、エンブレム) ISBN 978-4-8291-7702-0
- レネゲイズアージ(アージエフェクト、トレイルデータ) ISBN 978-4-8291-7706-8
- エフェクトアーカイブ(新エフェクト・既存エフェクト調整、リミットエフェクト、メモリー) ISBN 978-4-8291-7715-0
- リンケージマインド(ロイス・タイタス新ルール、新ライフパス、既存Dロイス・Eロイス調整) ISBN 978-4-0471-2928-3
- ヒューマンリレーション(キャラ解説、リレーションルール、追加データ) ISBN 978-4-04-070676-4
- オーバークロック(ステージ集) ISBN 978-4-86224-110-8
- タイムリゲイン(ステージデータ集) ISBN 978-4-86224-143-6
- レネゲイドウォー(ステージ＆追加データ集) ISBN 978-4-04-072099-9
- カッティングエッジ（レネゲイドウォーステージ追加データ） ISBN 978-4-04-072344-0
- バッドシティ（ステージ）ISBN 978-4-04-072959-6
- クロウリングケイオス（アザトースシンドローム、新ルール、追加データ）ISBN 978-4-04-0738215
- ネームレスシティ（ステージ、追加データ）ISBN 978-4-04-0741956
- アイテムアーカイブ

#### リプレイ＋データ
東京23区を舞台としたリプレイ。いずれもGMは丹藤武敏、PLは伊藤和幸、大畑顕、鈴吹太郎、緑谷明澄。追加されるデータは、一般から投稿募集されたNPC。
- 東京アンリミテッド ISBN 978-4-04-070250-6
- 東京アルティメット ISBN 978-4-04-070420-3

#### 小説
作者はデザイナーでもある矢野俊策。3で新しく出ていたウロボロスシンドロームとウロボロスに関係している輪廻の獣（アルマ・レグナム）についてを中心に話が進む。
- ダブルクロス01 ファースト＋ペイン ISBN 978-4-8291-3485-6
- ダブルクロス02 セカンド＋ミッシング ISBN 978-4-8291-3549-5
- ダブルクロス03 サード＋ブラッド ISBN 978-4-8291-3665-2

### リプレイ
すべて富士見ドラゴンブックレーベルより刊行されている。

#### 『無印』シリーズ
- ダブルクロス・リプレイ 闇に降る雪 -Queen of Blue- 2003年 334頁 ISBN 978-4-8291-4382-7
- ダブルクロス・リプレイ 聖夜に鳴る鐘 -Dynast- 2003年 286頁 ISBN 978-4-8291-4390-2

全2巻。『DX2』ルールブックの発売と連動して発表された『ダブルクロス』初の公刊リプレイ。GM（リプレイ著者を兼ねる。以下各リプレイにおいて同じ）は菊池たけし。後に刊行された他のシリーズと区別して「無印」「菊池リプレイ」とも呼ばれる。比較的短いストーリーの中で、急速に世界の危機が勃発するという「きくたけ節」が発揮されている。

#### 『オリジン』シリーズ
- ダブルクロス・リプレイ・オリジン 偽りの仮面 ISBN 978-4-8291-4457-2
- ダブルクロス・リプレイ・オリジン 残酷な人形 ISBN 978-4-8291-4463-3
- ダブルクロス・リプレイ・オリジン 破滅の剣 ISBN 978-4-8291-4469-5
- ダブルクロス・リプレイ・オリジン 未来の絆 ISBN 978-4-8291-4480-0

全4巻。ルールバージョンは『DX2』。デザイナー矢野俊策が自らGMを務めた、システムのテーマに対するより深い考察を魅力とするシリーズ。主要プレイヤー2名のみを固定し、毎巻ゲストプレイヤーが入れ替わるという構成も特徴。3巻「破滅の剣」では、サプリメント『コントラストサイド』の発売に伴い、これまで敵役であったFH所属のキャラクターがPCとして登場する。
レギュラープレイヤーは大畑顕と、『ダブルクロス』のメインイラストレーターを務めるしのとうこ。

#### 『トワイライト』シリーズ
- ダブルクロス・リプレイ・トワイライト 東邦の快男児 ISBN 978-4-8291-4483-1
- ダブルクロス・リプレイ・トワイライト2 熱き夕陽の快男児 ISBN 978-4-8291-4491-6
- ダブルクロス・リプレイ・トワイライト3 さらば愛しき快男児 ISBN 978-4-8291-4509-8
- ダブルクロス The 3rd Edition リプレイ・トワイライト 帰ってきた快男児 ISBN 978-4-8291-4619-4

ステージ「ウィアードエイジ」を使用したリプレイ。『DX2』準拠の正伝3巻と『DX3』準拠の外伝『帰ってきた快男児』からなる。1930年代後半を舞台に、痛快な活劇に特化したストーリー展開と、川島芳子、トーマス・エドワード・ロレンス、アントワーヌ・ド・サン＝テグジュペリ、マレーネ・ディートリヒなど当時の有名人がフレーバーとして登場する。
『帰ってきた快男児』には、『DX3』向けにリファインされた「ウィアードエイジ」のステージデータと、これを用いた短編リプレイ「快男児紐育に行く」が収録されている。
GMは田中天。プレイヤーは稲葉義明、小太刀右京、細野君郎、矢野俊策。

#### 『アライブ』シリーズ
- ダブルクロス・リプレイ・アライブ 覚悟の扉 ISBN 978-4-8291-4494-7
- ダブルクロス・リプレイ・アライブ 追憶の宴 ISBN 978-4-8291-4503-6
- ダブルクロス・リプレイ・アライブ 因果の鏡 ISBN 978-4-8291-4514-2
- ダブルクロス・リプレイ・アライブ 悠久の光 ISBN 978-4-8291-4520-3

全4巻。ルールバージョンは『DX2』。「ゲーム開始時点では一般人で、プレイ中にオーヴァードとして覚醒する」という、ありそうでなかった展開から始まるシリーズ。主人公が超人としての自己認識を確立していく過程が描写される。
GMは矢野俊策。プレイヤーはしのとうこ、伊藤和幸、田中信二（2巻より参加）、イラストレーターの安達洋介。

#### 『ストライク』シリーズ
- ダブルクロス・リプレイ・ストライク 天からの一撃 ISBN 978-4-8291-4508-1
- ダブルクロス・リプレイ・ストライク 天からの呼び声 ISBN 978-4-8291-4519-7
- ダブルクロス・リプレイ・ストライク 天からの逆襲 ISBN 978-4-8291-4527-2

全3巻。ルールバージョンは『DX2』。それぞれ異なるステージのキャラクターたちが競演する、クロスオーバー作品を意識したリプレイ。主人公格のキャラクターがハーレムアニメの主人公的な立ち位置にいることを意図的に強調したメタフィクションとしてのストーリー構成も特徴である。
GMは小太刀右京。プレイヤーは田中天、加納正顕（2巻より参加）、三輪清宗（2巻を除く）、矢野俊策、小説家の三田誠(小説家のプレイヤー参加はダブルクロスリプレイ史上初)。

#### 『エクソダス』シリーズ
- ダブルクロス・リプレイ・エクソダス 悲しきランナウェイ ISBN 978-4-8291-4531-9
- ダブルクロス・リプレイ・エクソダス2 愛しきプレシャスタイム ISBN 978-4-8291-4541-8
- ダブルクロス・リプレイ・エクソダス3 懐かしきデイリーライフ ISBN 978-4-8291-4552-4

全3巻。ルールバージョンは『DX2』。絶海の孤島「X島」に閉じこめられFHの人体実験を強要されるPCたちが、敵の支配から逃れるために戦う。「日常を守る」のではなく「日常を取り戻す」ことがテーマとなっている点が特徴。
GMは伊藤和幸。プレイヤーは矢野俊策、藤澤さなえ（グループSNE）、しのとうこ、鈴吹太郎。F.E.A.R.のリプレイにグループSNEの現役メンバーがPC参加した初めての作品でもある。

#### 『ジパング』シリーズ
- ダブルクロス・リプレイ・ジパング 戦国ラグナロク ISBN 978-4-8291-4544-9
- ダブルクロス・リプレイ・ジパング2 日ノ本ビッグバン ISBN 978-4-8291-4555-5

『DX2』最後のリプレイシリーズ。全2巻。戦国時代を舞台に、現代から召還された少女が、第六天魔王・織田信長とその配下『魔界十字軍』に狙われ、その時代に生きる妖怪や陰陽師、忍者と共に苦難を乗り越え、現代に帰ろうと立ち向かう。
上杉謙信や武田信玄など実在の武将が、荒唐無稽な姿になって登場するのも特徴の一つ。
GMは田中天。プレイヤーは水野暁子、細野君郎、矢野俊策、中村知博（現・中村やにお）。細野は本シリーズの後富士見書房に入社し、担当編集者として『アリアンロッドRPG 2E』の製作に関わっている。

#### 『ジェネシス』シリーズ
- ダブルクロス The 3rd Edition リプレイ・ジェネシス1 放課後のアルテミス ISBN 978-4-8291-4559-3
- ダブルクロス The 3rd Edition リプレイ・ジェネシス2 日常のボーダーライン ISBN 978-4-8291-4568-5
- ダブルクロス The 3rd Edition リプレイ・ジェネシス3 断罪のジャスティス ISBN 978-4-8291-4578-4
- ダブルクロス The 3rd Edition リプレイ・ジェネシス4 創生のメモリアル ISBN 978-4-8291-4588-3

全4巻。『DX3』初のリプレイ。『DX2』との違いも分かりやすく記載されている。
GMは伊藤和幸。プレイヤーは矢野俊策、鈴吹太郎、藤井忍、小説家の師走トオル。

#### 『デザイア』シリーズ
- ダブルクロス The 3rd Edition リプレイ・デザイア1 星影の魔都 ISBN 978-4-8291-4575-3
- ダブルクロス The 3rd Edition リプレイ・デザイア2 残影の妖都 ISBN 978-4-8291-4586-9
- ダブルクロス The 3rd Edition リプレイ・デザイア3 孤影の死都 ISBN 978-4-8291-4599-9
- ダブルクロス The 3rd Edition リプレイ・デザイア4 黒影の王都 ISBN 978-4-8291-4616-3
- ダブルクロス The 3rd Edition リプレイ・デザイア5 面影の古都 ISBN 978-4-8291-4629-3

全5巻。ルールバージョンは『DX3』。『ダブルクロス』リプレイ史上初の「PC全員がFH所属」であるシリーズ。PC達は自らの欲望（ねがい）をかなえるため、FHエージェントとして任務を遂行する。京都を舞台にしており、他の基本ステージリプレイにはない独特の風情もフレーバーとなっている。
GMは加納正顕。プレイヤーは矢野俊策、声優の若林直美（声優のプレイヤー参加はダブルクロスリプレイ史上初。若林自身はTRPGのプレイ経験がある）、漫画家の合鴨ひろゆき、三田誠。

#### 『デイズ』シリーズ
- ダブルクロス The 3rd Edition リプレイ・デイズ1 若君†覚醒 ISBN 978-4-8291-4645-3
- ダブルクロス The 3rd Edition リプレイ・デイズ2 若君†求婚 ISBN 978-4-8291-4657-6
- ダブルクロス The 3rd Edition リプレイ・デイズ3 若君†激突 ISBN 978-4-8291-4677-4
- ダブルクロス The 3rd Edition リプレイ・デイズ4 若君†奮闘 ISBN 978-4-8291-4696-5
- ダブルクロス The 3rd Edition リプレイ・デイズ5 若君†永遠 ISBN 978-4-8291-4714-6

『ダブルクロス』誕生10周年記念作品のうちの一作。ルールバージョンは『DX3』。『ダブルクロス』を知らない者にも読みやすいように、入門書のようにもなっている。PCは全員、一般人からオーヴァードに覚醒した者であり、誰も最初からオーヴァードだった者が居ないと言う初めての構成となっている。また基本ステージリプレイでは初めてPC全員が「UGNにもFHにも加入しない」という道を選んだ作品でもある（中盤からは直接加入こそしないがUGNと関係を持っている）。
『ナイツ』シリーズと一対になっており、共通のNPCが存在する他、3巻では『ナイツ』PCとのPVPが行われた。
GMは加納正顕。プレイヤーは声優の岡本信彦、イラストレーターの渋沢佳奈、中村やにお、矢野俊策。

#### 『ナイツ』シリーズ
- ダブルクロス The 3rd Edition リプレイ・ナイツ1 ナイトフォールダウン ISBN 978-4-8291-4651-4
- ダブルクロス The 3rd Edition リプレイ・ナイツ2 フレイムインザダーク ISBN 978-4-8291-4666-8
- ダブルクロス The 3rd Edition リプレイ・ナイツ3 ナイトアゲンストナイト ISBN 978-4829146828
- ダブルクロス The 3rd Edition リプレイ・ナイツ4 ナイトメアトゥルース ISBN 978-4-8291-4700-9
- ダブルクロス The 3rd Edition リプレイ・ナイツ5 ビヨンドザナイト ISBN 978-4-8291-4725-2

『ダブルクロス』誕生10周年記念作品のうちの一作。ルールバージョンは『DX3』。前出の『デイズ』シリーズが「日常を守る」をテーマに据えているのに対し、本シリーズは世界中を転戦するUGNの特殊部隊に配属された新入隊員の少女の葛藤を中心に描かれている。
GMは矢野俊策。プレイヤーは若林直美、稲葉義明、田中天、加納正顕。

#### 『アカデミア』シリーズ
- ダブルクロス The 3rd Edition リプレイ・アカデミア1 進め! 第三生徒会 ISBN 978-4-8291-4654-5
- ダブルクロス The 3rd Edition リプレイ・アカデミア2 燃えろ! 第三生徒会  ISBN 978-4-8291-4669-9
- ダブルクロス The 3rd Edition リプレイ・アカデミア3 戦え! 第三生徒会  ISBN 978-4829146859

『ダブルクロス』誕生10周年記念作品のうちの一作。ルールバージョンは『DX3』。『ディスカラードレルム』に収録されたステージ「オーヴァードアカデミア」を使用したリプレイシリーズ。転校早々生徒会の特務組織のリーダーに指名された少年が、2人の女子生徒の恋の鞘当てに巻き込まれるというラブコメタッチの作品となっている。
GMは中村やにお。プレイヤーは大畑顕、矢野俊策、声優の片岡あづさと佐藤有世。

#### 『メビウス』シリーズ
- ダブルクロス The 3rd Edition リプレイ・メビウス1 キミだけが望むすべてだから ISBN 978-4-8291-4726-9
- ダブルクロス The 3rd Edition リプレイ・メビウス2 微笑むキミに会いたい ISBN 978-4-8291-4742-9
- ダブルクロス The 3rd Edition リプレイ・メビウス3 1秒でも長くキミといよう ISBN 978-4-0407-0045-8

GMは中村やにお。プレイヤーは佐藤有世、片岡あづさ、田中天、矢野俊策。
リバースハンドアウト・トリガーハンドアウトを採用、PCに与えられた「秘密」を中心とした物語となっている。

#### 『コスモス』シリーズ
- ダブルクロス The 3rd Edition リプレイ・コスモス1 星のエトランゼ ISBN 978-4-8291-4734-4
- ダブルクロス The 3rd Edition リプレイ・コスモス2 風のラブソング ISBN 978-4-0471-2925-2
- ダブルクロス The 3rd Edition リプレイ・コスモス3 この宙に誓って ISBN 978-4-0407-0074-8

GMは加納正顕。プレイヤーは駒尾真子、大畑顕、矢野俊策、鈴吹太郎。
『DX3』の新たなスタンダードリプレイを目指して企画された。

#### 短編
ダブルクロス・リプレイ・ヴァリアント 消え去りし楽園 ISBN 978-4-8291-4467-1
ステージ「平安京物怪録」を使用した「京城月影抄（GM：稲葉義明）」、ステージ「ロストエデン」を使用した「TRUE WORD（GM：矢野俊策）」の二作を収録した短篇集。ルールバージョンは『DX2』。
ダブルクロス・リプレイ・ゆにばーさる 果て無きカーニバル ISBN 978-4-8291-4532-6

ステージ「アキハバラ」を使用したリプレイ3作を収録した短篇集。収録リプレイは「Chrome Dome（GM：矢野俊策）」（「ライブボックス」所収リプレイ）、「災厄の聖杯（GM：伊藤和幸）」、「ティーパーティーへようこそ（GM：藤井忍）」。過去のリプレイシリーズ及び小説の登場人物がクロスオーバー的に参加し、「Chorome Dome」「ティーパーティーへようこそ」はプレイヤー2名セッション、「災厄の聖杯」はシナリオクラフトを使用しているのが特徴。ルールバージョンは『DX2』。
ダブルクロス The 3rd Edition リプレイ・クロニクル 彷徨のグングニル ISBN 978-4-8291-4583-8

発売時期の関係からタイトルには「3rd Edition」と表記されているが、『DX1』から「ドゥームズデイの魔獣」、『DX2』から「Contrast Side」、『DX3』から「Rabid Dog Crying」と、歴代『ダブルクロス』からそれぞれ1本ずつ、計3本の短編リプレイを収録している。GMはいずれも矢野俊策。
ダブルクロス The 3rd Edition リプレイ・カオスガーデン 楽園のイヴ ISBN 978-4-8291-4642-2
『DX3』向けにリファインされたステージ「カオスガーデン」のステージデータと、同ステージを使用した短編リプレイ「楽園のイヴ」を収録している。GMはF.E.A.R.のOB（創設メンバー）でもある藤浪智之。
ダブルクロス The 3rd Edition リプレイ　春日恭二の事件簿 ISBN 978-4-04-070675-7
名物NPC、春日恭二にスポットを当てたリプレイ。春日恭二をPC1に据えたリプレイ「春日恭二抹殺指令」「春日恭二殺人事件」の二本を収録。いずれもGMは丹藤武敏、春日恭二を演じるPLは菊池たけし、他のPLは田中天、鈴吹太郎、大畑顕。
ダブルクロス The 3rd Edition クロウイングケイオスリプレイ　黄昏の探求 ISBN 978-4-04-074975-4
ステージ「クロウイングケイオス」を使用したリプレイ。「夜の淵よりまだ昏く」と、「闇黒の海より出でて」の二編を収録。GMは小太刀右京。

#### その他
ダブルクロスThe 3rd EditionドラマCD・デイズ
『デイズ』シリーズのスピンオフ作品。京都を舞台とし、『デザイア』のPCとのクロスオーバーを描く。
初回限定特装版には、『デザイア』と『デイズ』に関連したエンブレムデータを収録している。